# Centromochlus reticulatus
Centromochlus reticulatus е вид лъчеперка от семейство Auchenipteridae. Видът не е застрашен от изчезване.

## Разпространение и местообитание
Разпространен е в Бразилия и Гвиана.
Обитава сладководни басейни и реки.

## Описание
На дължина достигат до 2,7 cm.
Популацията на вида е стабилна.